# Amanda Kurtović
Amanda Kurtović (Karlskrona, 1991. július 25. –) horvát származású, svéd születésű, olimpiai, világ- és Európa-bajnok norvég válogatott kézilabdázó, jobbátlövő, a Larvik HK játékosa. Testvére William Kurtović, profi labdarúgó.

## Pályafutása

### Klubcsapatokban
Kurtović 2007-ben szerződött a Sandefjordtól norvég első osztályú Nordstrand csapatához, amelynek akkori edzője édesapja, Marinko Kurtović volt. Legnagyobb sikereit a Larvik HK-nál érte el, amellyel norvég bajnok, kupagyőztes és Bajnokok Ligája győztes lett. 2012-től két szezont a dán bajnokságban játszott a Viborg HK színeiben. Itt első évében több vállsérülés hátráltatta,  de így is szerepet tudott vállalni a bajnoki címet és Kupagyőztesek Európa-kupáját nyerő csapatban. 2014-ben tért vissza a norvég bajnokságba, egy szezont az Oppsal Håndball csapatában töltött el, majd 2015-ben visszatért a Larvik HK-ba. Az töltött két év alatt újra norvég bajnok lett, majd az anyagi gondokkal küzdő klubból 2017-ben a román CSM Bucureștibe igazolt. 2018-ban román bajnokságot és kupát nyert a csapattal. 2019 februárjában hivatalossá vált, hogy a következő szezontól a Győri Audi ETO-ban folytatja pályafutását. 2020-ban bejelentette, hogy a 2020/21-es szezonban már nem fog játszani zöld-fehér mezben, és új klub után néz. 2020 december vége felé kiderült, hogy Kurtović a török, EHF kupában szereplő Kastamonu csapatához írt alá. A kölcsönben lévő szerződése 2021 nyaráig volt érvényes. Lejárta után távozott az ETO-tól és a román Dunarea Braila játékosa lett. A szezon lejárta után visszatért hazájába és a Larvik szerződtette immár harmadszor.

### A válogatottban
Az ifjúsági válogatottal világ- és Európa-bajnok volt. 2011-ben debütált a norvég nemzeti csapatban. Nem sokkal bemutatkozás után már ott volt a Brazíliában megrendezett világbajnokságon, melyet a norvég kézilabda-válogatott tagjaként meg is nyert. 2012-ben részt vett a londoni olimpián, amelyen olimpiai bajnoki címet szerzett. Ezután a sérülései miatt ki kellett hagynia az Európa-és világbajnokságokat, 2015-ben vett részt újra a norvég válogatottal nemzetközi tornán, a dániai világbajnokságon győztes csapat tagja volt, majd a 2016-os Európa-bajnokságon megszerezte első Európa-bajnoki címét is. A 2017-es világbajnokságon ezüstérmet szerzett, Franciaországtól kapott ki a döntőben 23–21-re.

## Család
Svédországban született, anyja svéd, apja a horvát származású kézilabdaedző Marinko Kurtović. Testvére, William Kurtovic profi labdarúgó. Családja Amanda hatéves korában költözött Norvégiába, mert apja ekkor kapott munkát a Sandefjordnál.

## Sikerei
- Bajnokok Ligája győztese: 2011
- Kupagyőztesek Európa-kupája győztese: 2014
- Norvég bajnokság győztese: 2011, 2012, 2016, 2017
- Dán bajnokság győztese: 2014
- Román bajnokság győztese: 2018

### Egyéni elismerések
- A junior Európa-bajnokság All-Star csapatának tagja: 2009
- A norvég bajnokság legjobb jobbátlövője: 2016–2017[11]
- A norvég bajnokság legjobb játékosa: 2016–2017
- A román bajnokság legjobb jobbátlövője a Prosport szavazásán: 2018[12]